# Сисенко Борис В'ячеславович
Борис В'ячеславович Сисенко (позивний — Генерал; 17 травня 1970, Єлець, Росія — 26 травня 2014, Донецьк) — російський офіцер, підполковник ФСБ (запасу), воєначальник т.з. «ДНР» початкового етапу війни на сході України. Командир угрупування бойовиків, які захоплювали ДАП.

## Біографія
Народився 17 травня 1970 року в місті Єлець Липецької області, де 1987 року закінчив ЗОШ №24.
У 1988 був призваний на військову службу, навчався у Київському вищому загальновійськовому командному училищі імені М.В. Фрунзе (3 рота, випуск 1992).
У грудні 1992 року в званні лейтенанта командував групою спецназу в Інгушетії.
Брав безпосередню участь у Другій чеченській війні у складі 22-ї бригади СПН ГРУ ГШ, потрапив у полон.
Після визволення звільнився з армії і в 2002 році пішов працювати в антитерористичний підрозділ УФСБ Ростовської області.
Звільнився з ФСБ у званні підполковника, працював у службі безпеки федеральної компанії, проживав у Ростові-на-Дону.
У 2014 році з початком війни на сході України почав воювати на боці російсько-терористичних бандформувань під позивним «Генерал». Сформував та очолив групу бойовиків для захоплення донецького аеропорту. Загін Сисенко зайшов на територію України у другій половині травня, пересувався на КамАЗах. Угрупування налічувало від 45 до 50 бійців. Також в неї були включені близько 30 завербованих місцевих жителів і близько 40 чеченців-кадирівців. Загалом комплектація ворожого підрозділу становила приблизно 120 бійців.
За словами журналіста Юрія Бутусова, Сисенко керував спецзагоном ФСБ "Іскра" у званні полковника. За даними Бутусова, "Іскра" мала переправлятися до Слов'янська для організації диверсій та підтримки загону "Крим".
26 травня 2014 року, після відходу КАМАЗів із пораненими залишився у групі прикриття та загинув. За словами бойовиків, Сисенко помер унаслідок серцевого нападу під час втечі "Іскри" з аеропорту.
Місце поховання не встановлено.